# 원주 나들목

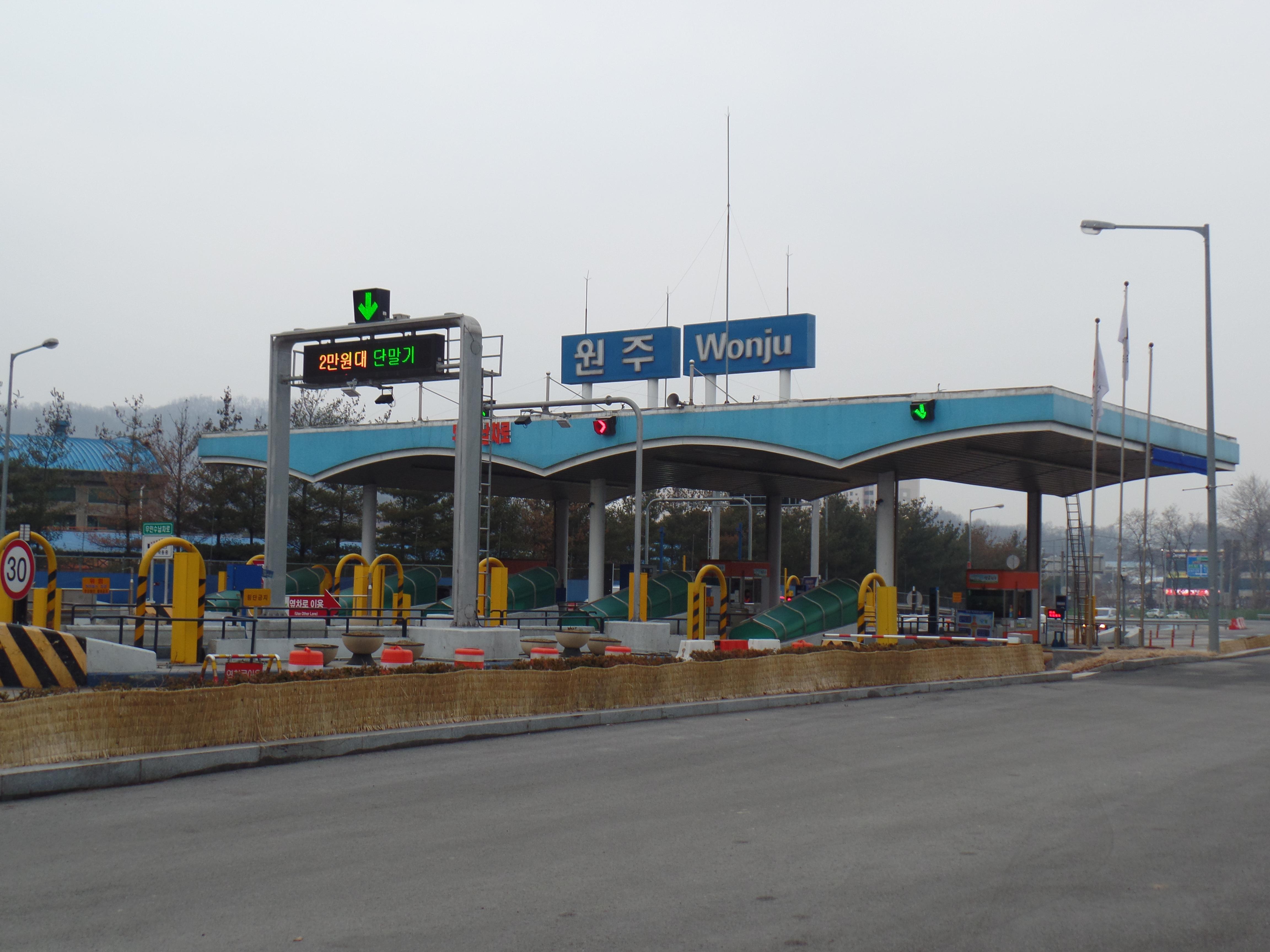
원주 나들목 요금소

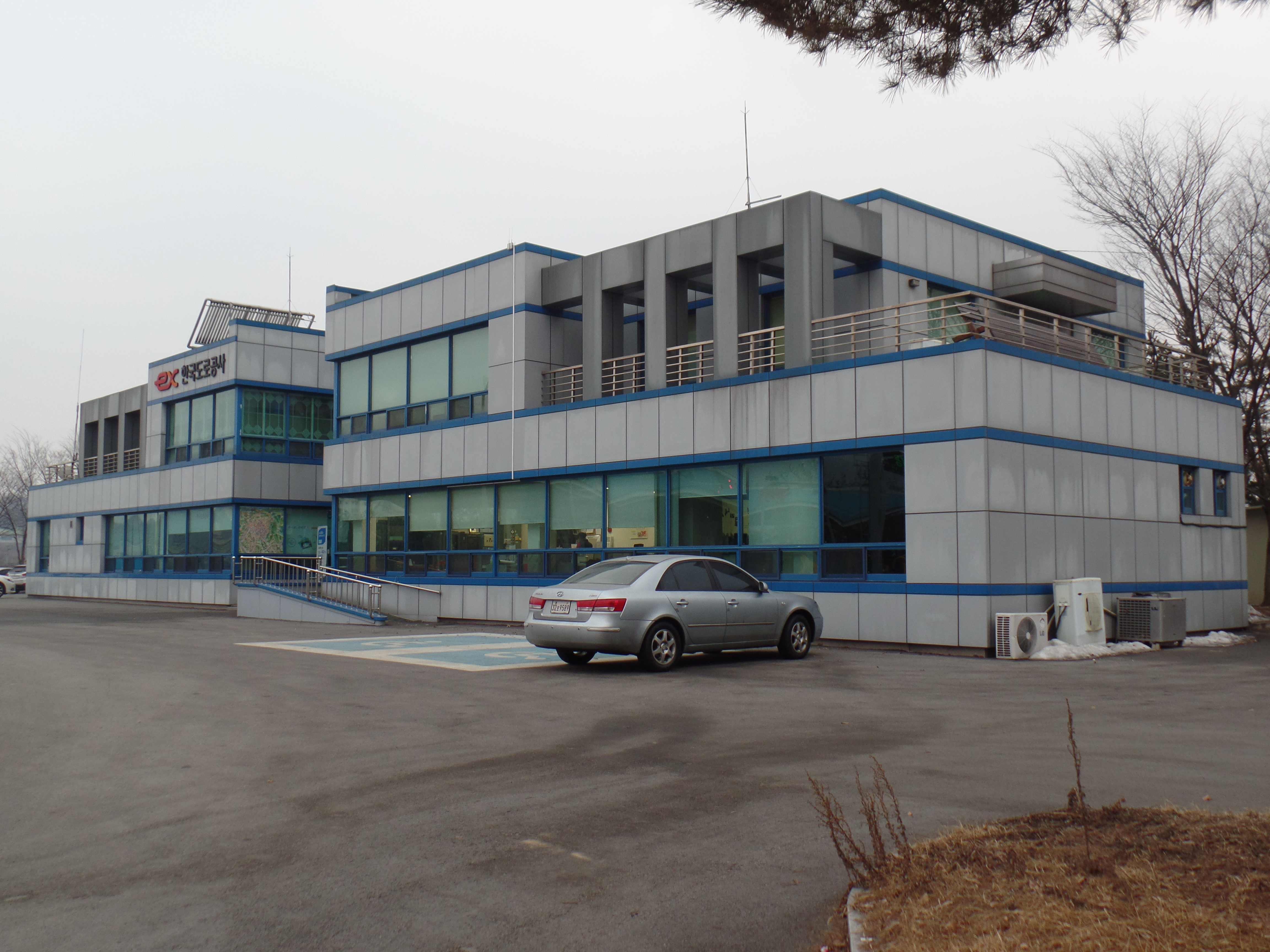
한국도로공사 원주영업소 건물

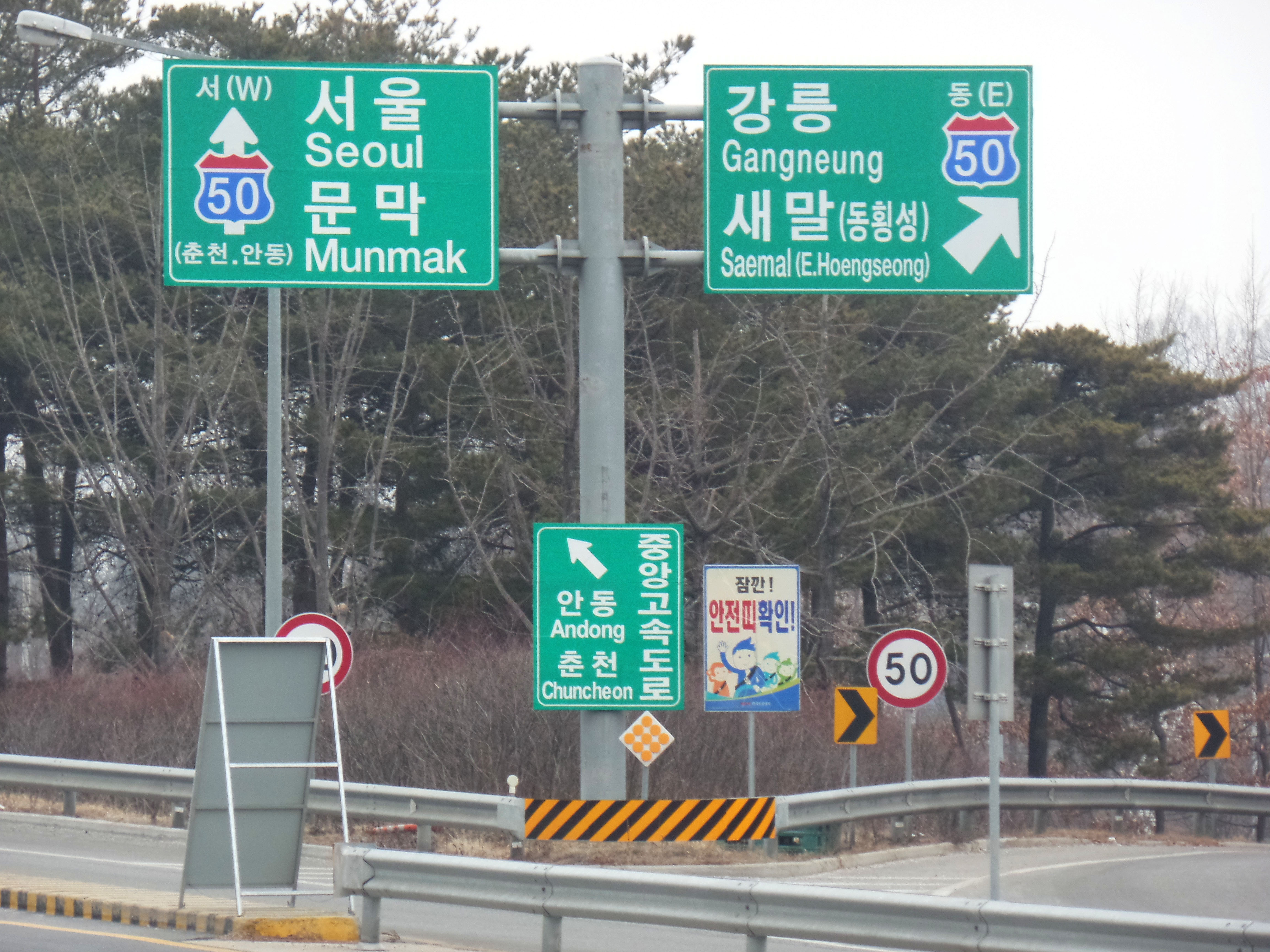
고속도로 입구 표지판

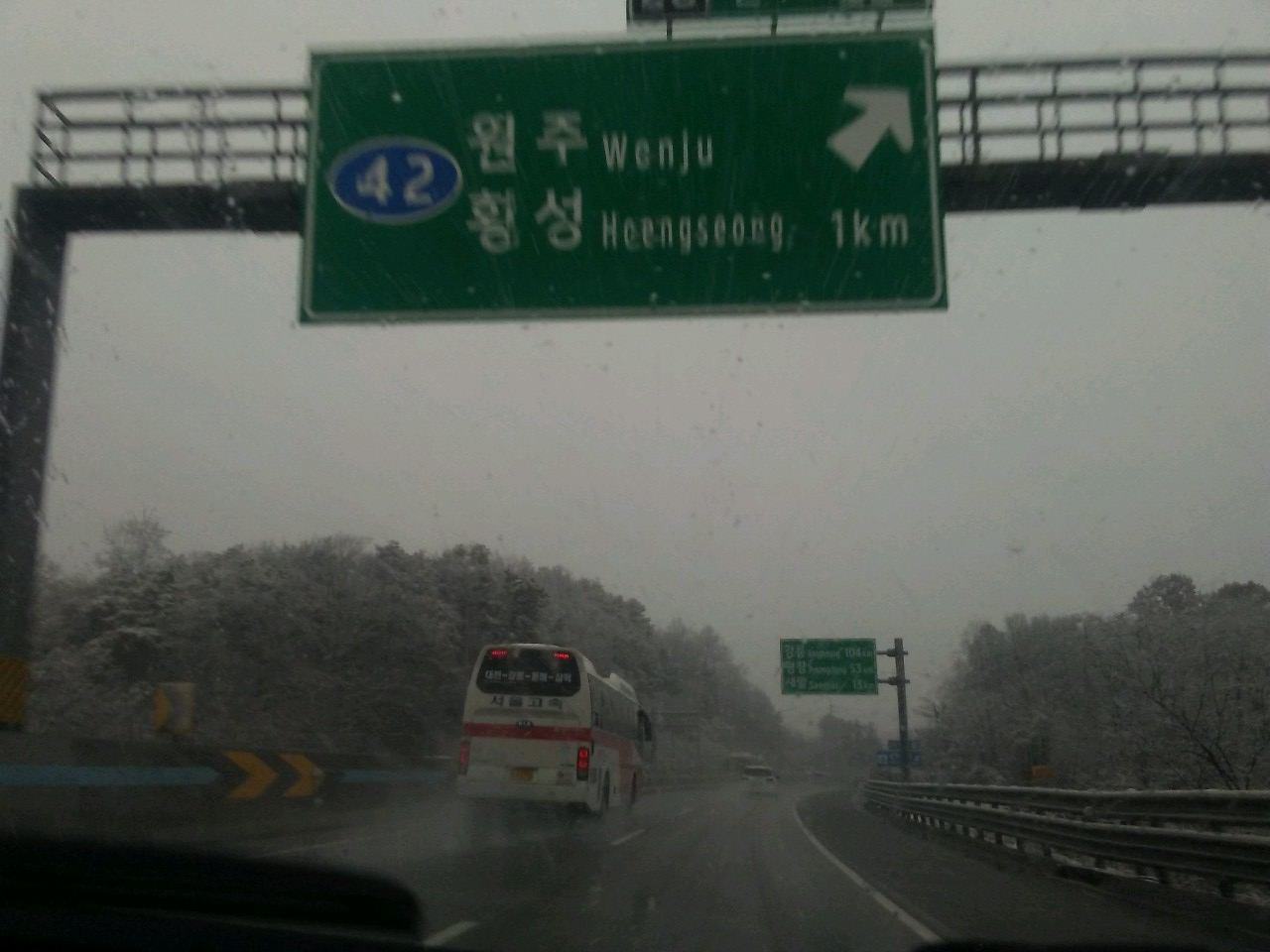
원주 나들목 안내 표지판

원주 나들목(Wonju IC)은 강원특별자치도 원주시 태장2동에 설치된 영동고속도로의 28번 교차로이다. 원주시내, 소초면 및 횡성군 횡성읍 등지로 진출할 수 있으며, 인근에 원주공항이 있다.

## 연혁
- 1971년 12월 1일 : 영동고속도로 용인 ~ 새말 구간 개통에 따라 영업 개시[1]
- 2016년 6월 30일 : 나들목 접속도로 개선 공사를 위해 원주시 도시계획시설 교통광장 면적 변경[2]

## 구조물 정보
- 위치: 강원특별자치도 원주시 태장2동
- 영업소: 강원특별자치도 원주시 노하길 26 (태장동)
- 한국도로공사 강원본부: 강원특별자치도 원주시 북원로 2873 (태장동)
- 한국도로공사 원주지사: 강원특별자치도 원주시 북원로 2873 (태장동)

## 접속하는 도로
- 북원로 (구 국도 제5호선, 국도 제19호선)
- 간접 연결 : 국도 제5호선, 국도 제19호선 (치악로·원주시 국도대체우회도로, 북원로 이용)

## 교통량 정보
| 요금소        | 통행량 (대/일) | 통행량 (대/일) | 통행량 (대/일) | 통행량 (대/일) | 통행량 (대/일) | 통행량 (대/일) | 통행량 (대/일) | 통행량 (대/일) | 통행량 (대/일) | 통행량 (대/일) | 각주  |
| 요금소        | 2001년         | 2002년         | 2003년         | 2004년         | 2005년         | 2006년         | 2007년         | 2008년         | 2009년         | 2010년         | 각주  |
| ------------- | -------------- | -------------- | -------------- | -------------- | -------------- | -------------- | -------------- | -------------- | -------------- | -------------- | ----- |
| 원주 (폐쇄식) | 5,862          | 5,685          | 5,459          | 5,481          | 5,372          | 5,435          | 5,602          | 5,277          | 5,131          | 4,891          | [ 3 ] |
| 요금소        | 2011년         | 2012년         | 2013년         | 2014년         | 2015년         | 2016년         | 2017년         | 2018년         | 2019년         |                | [ 3 ] |
| 원주 (폐쇄식) | 4,744          | 4,954          | 5,017          | 5,170          | 5,410          | 5,576          | 6,398          | 6,616          | 6,847          |                | [ 3 ] |